# Christiana Mariana von Ziegler
Pour les articles homonymes, voir Ziegler.
Christiana Mariana von Ziegler (28 juin 1695  — 1er mai 1760) est une poétesse et écrivain allemande. Elle est connue pour avoir écrit les textes de neuf des cantates que Johann Sebastian Bach a composées après Pâques 1725.

## Biographie
Ziegler naît à Leipzig. Veuve dans les années 1730, Ziegler transforme la maison familiale en salon littéraire et musical. Johann Christoph Gottsched l'encourage dans son activité de poésie. Elle devient la première femme membre de la société littéraire de Gottsched, la Deutsche Gesellschaft. Johann Sebastian Bach met en musique certains de ses textes en 1725, dont les cantates :
- Also hat Gott die Welt geliebt, BWV 68
- Wer mich liebet, der wird mein Wort halten, BWV 74
- Bisher habt ihr nichts gebeten in meinem Namen, BWV 87

- Ihr werdet weinen und heulen, BWV 103, 22 avril 1725
- Es ist euch gut, daß ich hingehe, BWV 108, 29 avril 1725
- Auf Christi Himmelfahrt allein, BWV 128
- Er rufet seinen Schafen mit Namen, BWV 175
- Es ist ein trotzig und verzagt Ding, BWV 176
- Sie werden euch in den Bann tun, BWV 183

## Œuvres
- (de) Christiana Mariana von Ziegler, Vermischte Schriften in gebundener und ungebunder Rede (plusieurs écrits en vers et en prose), 1739